# Nox (mitologia)
Nox (także Noc, łac. Nox,  gr. Νύξ Nýx, "noc") – w mitologii rzymskiej bogini i personifikacja nocy.
Była utożsamiana z grecką Nyks.